# Utsuri-Goshi

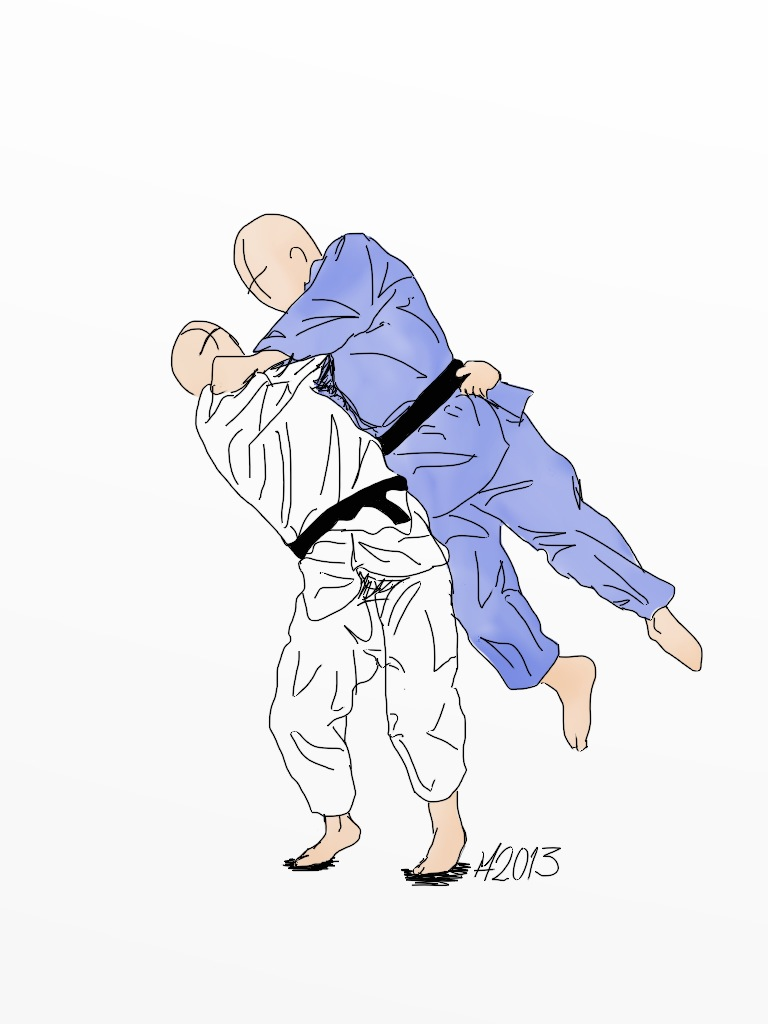
Exécution de Utsuri-Goshi

Utsuri-Goshi (hanche déplacée, en japonais : 移腰) est une technique de projection du judo. 
Utsuri-Goshi est la 5e technique du 4e groupe du Gokyo. Utsuri-Goshi fait partie des techniques de hanches (Koshi-Waza).

## Terminologie
- Utsuri : déplacer
- Goshi : hanche